# Flecha de fogo

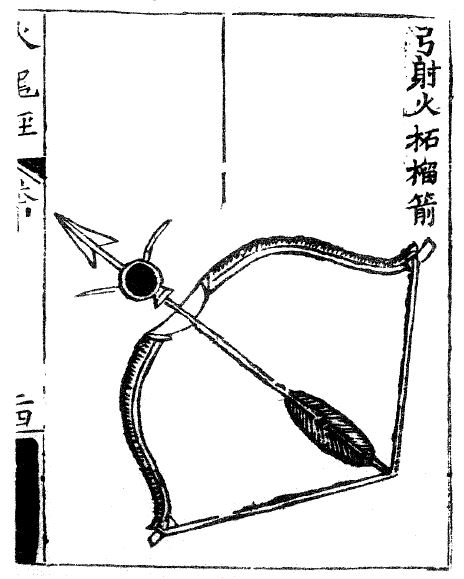
Ilustração de uma flecha de fogo publicada no Huolongjing.

A flecha de fogo, foi uma arma de pólvora muito antiga que apareceu na China do século IX em diante. Não deve ser confundida com os projéteis de flecha incendiária anteriores, a flecha de fogo era uma arma de pólvora que recebe seu nome do termo chinês traduzido literalmente huǒjiàn (火箭). Na China, uma flecha de fogo se refere a um projétil de pólvora que consiste em um saco de pólvora incendiária preso ao cabo de uma flecha. As flechas de fogo são as predecessoras das lanças de fogo.
Mais tarde, foguetes utilizando pólvora foram usados para fornecer flechas com força propulsora e o termo flecha de fogo tornou-se sinônimo de foguetes na língua chinesa. Em outras línguas, como o sânscrito, 'flecha de fogo' (agni astra) sofreu uma mudança semântica diferente e se tornou sinônimo de 'canhão'.